# Chuma
Chuma (bułg. Хума) – wieś w Bułgarii, w obwodzie Razgrad, w gminie Samuił. W 2023 roku liczyła 234 mieszkańców.